# نادي السكة الحديد
نادي السكة الحديد الرياضي، هو نادي كرة قدم مصري مقره القاهرة، مصر. يلعب النادي حاليًا في دوري الدرجة الثانية المصري، ثاني أعلى دوري في نظام الدوري المصري لكرة القدم.
تأسس النادي عام 1903، وهو أقدم نادي كرة قدم في مصر والشرق الأوسط. ومن لاعبي النادي السابقين حسين حجازي، لاعب نادي دولويتش هاملت السابق. يلعب النادي مبارياته على استاد السكة الحديد وهو الملعب الرسمي للفريق.

## التاريخ
في عام 1903، شكل نادي السكة الحديد أول فريق كرة قدم في مصر. تكون الفريق بشكل أساسي من مهندسين بريطانيين وإيطاليين يعملون في ورش الصيانة التابعة لهيئة السكك الحديدية في ذلك الوقت. أصبح نادي السكة الحديد أحد مؤسسي الدوري المصري الممتاز عندما كان من الضروري إقامة مسابقة وطنية لكرة القدم في مصر. حصل الفريق على المركز الثامن (من أصل 11) في الموسم الأول للدوري (موسم 1948–49).
اعتبارًا من عام 2010، شارك نادي السكة الحديد في 23 موسمًا من الدوري المصري الممتاز؛ وكان موسم 1992–93 هو الأخير للفريق. وينافس الفريق حاليًا في دوري الدرجة الثانية المصري. إلا أن جماهير هذا الفريق التاريخي أصيبت بالصدمة عندما سقط فريقها في دوري الدرجة الثالثة المصري. بحلول نهاية دوري الدرجة الثانية المصري 2009–10، احتل السكة الحديد المركز الأخير في المجموعة الثانية وهبط إلى أندية الدرجة الثالثة.
تألق النادي في رياضتين هما كرة القدم والملاكمة، وتخرج منه نجوم كبار مثلوا مصر، كأحمد منصور نجم دفاع المنتخب المصري في بدايات القرن الماضي ونجوم الستينيات كمال عثمان وكرم وأبوسريع وأنور إبراهيم ونخلة وموسى حارس المرمى، ومن نجوم الثمانينيات مجدي كامل (لعب للمقاولون أيضا في عصره الذهبي) ويسري حلمي والقزاز ومجدي إمام (لعب للأهلي والإسماعيلي واشتهر بمجدي بطاطا).

## الألقاب والإنجازات
دوري منطقة القاهرة
- البطل (2): 1923–24، 1925–26.[5]

الكأس السلطانية
- البطل (2): 1923–24، 1935–36.[6]

كأس مصر
- الوصيف (7): 1922-23، 1923–24، 1935–36، 1936–37، 1945–46، 1950–51، 1963–64